# جيمي إيفرت
جيمي إيفرت (بالإنجليزية: Jimmy Evert)‏ هو مدرب كرة المضرب أمريكي، ولد في 31 يوليو 1923 في شيكاغو في الولايات المتحدة، وتوفي في 22 أغسطس 2015 في فورت لودرديل في الولايات المتحدة بسبب ذات الرئة.

## وصلات خارجية
- جيمي إيفرت على موقع رابطة محترفي التنس (الإنجليزية)
- جيمي إيفرت على موقع أرشيف التنس.كوم (الإنجليزية)
- جيمي إيفرت على موقع خلاصة التنس.كوم (الإنجليزية)